# Rezervația naturală Copanca
Copanca este o rezervație naturală silvică în raionul Slobozia, Transnistria, Republica Moldova. Este amplasată în ocolul silvic Copanca, Copanca, parcelele 41, 43, 44. Are o suprafață de 167 ha. Obiectul este administrat de Gospodăria Silvică de Stat Bender.